# 茨城県道224号西山荘線

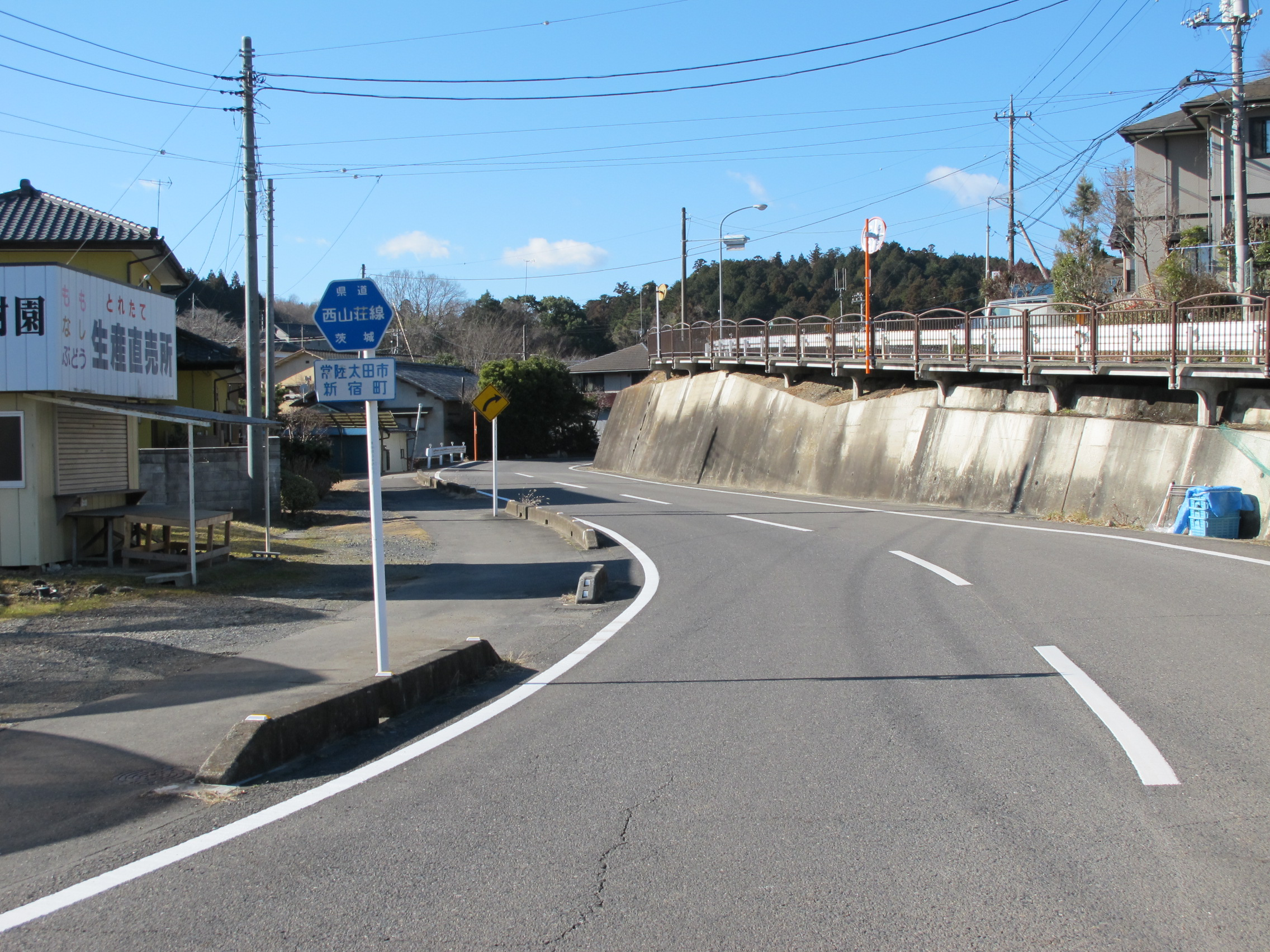
茨城県道224号西山荘線
常陸太田市新宿町の終点・西山荘入口交差点付近（2013年1月）

茨城県道224号西山荘線（いばらきけんどう224ごう せいざんそうせん）は、茨城県常陸太田市内の西山荘とを結ぶ一般県道である。

## 概要
常陸太田市新宿町にある徳川光圀の隠居所であった茨城県指定史跡「西山荘」へのアクセス道路。路線認定当時は、西山荘前から続く歩道区間も含め国道293号まで結ぶ路線とされていたが、その後、園内の歩道区間は常陸太田市道へ移管されたため、現在では車道区間のみ県道の指定区間となっている。

### 路線データ
- 起点：茨城県常陸太田市新宿町576地先（「西山の里桃源」前）[1]
- 終点：茨城県常陸太田市新宿町字白坂624番2（国道293号交点、西山荘入口交差点）[2]
- 総延長：0.325 km[3]
- 重用延長：なし[3]
- 未供用延長：なし[3]
- 実延長：0.325 km[3]
- 自動車交通不能区間延長[注釈 1]：0.094 km[3]

## 歴史
1959年（昭和34年）10月14日、新たな県道として起点を茨城県常陸太田市新宿町 西山荘、終点を県道久慈大宮線交点（現・国道293号）までを区間とする県道西山荘線として茨城県が県道路線認定している。1998年（平成10年）に、西山荘前から続く園内の歩道区間が常陸太田市に移管されたことにより路線長が短縮されて、起点が西山荘前から車道部の末端にある西山の里桃源前に変更されている。

### 年表
- 1690年（元禄3年）：西山荘が建設される。
- 1959年（昭和34年）10月14日
  - 常陸太田市道が昇格し、現在の路線が路線認定される（図面対照番号316）[4]。
  - 道路の区域は、常陸太田市新宿町 西山荘から常陸太田市新宿町の主要地方道久慈大宮線交点までと決定された[5]。
- 1983年（昭和58年）7月18日：終点付近（131 m）を2車線化拡幅改良する道路区域指定[2]。
- 1998年（平成10年）10月26日：常陸太田市新宿町（西山荘前から西山の里桃源前まで）の歩道区間（370 m）が県道指定解除により常陸太田市移管となる[1]。

## 地理

### 通過する自治体
- 茨城県常陸太田市

### 交差する道路
- 国道293号（終点・常陸太田市新宿町 西山荘入口交差点）

### 周辺
- 西山荘
- 不老池